# Spanje op het Eurovisiesongfestival 1984
Spanje nam deel aan het Eurovisiesongfestival 1984 in Luxemburg (Luxemburg). Het was de 24ste deelname van het land aan het festival.

## Selectieprocedure
Net zoals de voorbije jaren koos de TVE ervoor om de kandidaat intern te selecteren.
Men koos voor de Spaanse groep Bravo met het lied Bravo, brabo.

## In Luxemburg
In Luxemburg moest Spanje optreden als 4de, net na Frankrijk en voor Noorwegen. Op het einde van de puntentelling hadden ze 106 punten verzameld, goed voor een 3de plaats.
Men heeft ook 2 maal het maximum van de punten ontvangen.
Nederland had 2 punten over voor Spanje en België 3.

### Gekregen punten

#### Finale
| 12 punten            | 10 punten             | 8 punten               | 7 punten                  | 6 punten                          |
| -------------------- | --------------------- | ---------------------- | ------------------------- | --------------------------------- |
| - Portugal - Turkije | - Frankrijk - Zweden  | - Italië - Luxemburg   | - Denemarken - Ierland    | - Cyprus - Noorwegen - Oostenrijk |
| 5 punten             | 4 punten              | 3 punten               | 2 punten                  | 1 punt                            |
|                      | - Verenigd Koninkrijk | - België - Zwitserland | - Joegoslavië - Nederland |                                   |

### Punten gegeven door Spanje

#### Finale
Punten gegeven in de finale:
| 12 punten | Italië              |
| 10 punten | Ierland             |
| 8 punten  | Nederland           |
| 7 punten  | Luxemburg           |
| 6 punten  | Denemarken          |
| 5 punten  | Portugal            |
| 4 punten  | Zweden              |
| 3 punten  | Verenigd Koninkrijk |
| 2 punten  | België              |
| 1 punt    | Finland             |

1961 · 1962 · 1963 · 1964 · 1965 · 1966 · 1967 · 1968 · 1969 · 1970 · 1971 · 1972 · 1973 · 1974 · 1975 · 1976 · 1977 · 1978 · 1979 · 1980 · 1981 · 1982 · 1983 · 1984 · 1985 · 1986 · 1987 · 1988 · 1989 · 1990 · 1991 · 1992 · 1993 · 1994 · 1995 · 1996 · 1997 · 1998 · 1999 · 2000 · 2001 · 2002 · 2003 · 2004 · 2005 · 2006 · 2007 · 2008 · 2009 · 2010 · 2011 · 2012 · 2013 · 2014 · 2015 · 2016 · 2017 · 2018 · 2019 · 2020 · 2021 · 2022 · 2023 · 2024 · 2025